# 休み時間
休み時間（やすみじかん）とは、それまでの活動を中断し休憩や休息を取る時間のこと。多くは学校や会社の活動時間内においてそれを中断する時間のことを指す。だが、愛知県内の学校ではこの言葉は用いられない（後述）。労働などにおいては、休憩時間（きゅうけいじかん）あるいは休息時間（きゅうそくじかん）などと呼称することが多い。

## 労働における休み時間
会社等において休み時間は、休憩時間もしくは休息時間とも呼ばれる。欧州連合では、 6時間ごとに休憩時間を確保するよう定められている（労働時間指令Article 4）。
日本では、休憩に関しては日本国憲法第27条第2項に基づき規定された労働基準法において規定されている。具体的には以下の表の通りである。
| 労働時間 | 〜6時間 | 6〜8時間 | 8時間〜 |
| --- | ------- | -------- | ------- |
| 最低休憩時間 | なし    | 45分     | 1時間   |
| これは最低基準なので、これを上回る休憩時間の付与でも良い。上回る休憩時間の上限は定められていない（2時間や3時間の休憩時間も可能である）。 休憩時間を分割（午前に10分と昼に40分と午後に10分など）して与えることも可能である。 |         |          |         |

公務員に関しては別に定められている（国家公務員法第16条（一般職の職員の勤務時間、休暇等に関する法律第9条）、地方公務員法第58条、など）。

### 休憩時間の「自由」
労働基準法第34条第3項で規定されている通り、労働者に対しては休憩時間を自由に利用させなければならない。この自由とは、労働者が権利として労働から離れることを保障されている時間を意味し、つまり、労働・職務から解放させる必要がある。この自由を侵害した使用者に対しては、労働者が精神的苦痛を受けたとして慰謝料請求することも認められる最高裁判例がある。
ただし、その自由については一定の制約も可能であり、事業場内で自由に過ごすことができる場合には事業場内のみで休憩をとらせることも違法ではない（通達）。

### 休憩時間に当たらないもの
休憩時間中の労働者に対して来客対応や電話当番をさせた場合、労働時間に含まれることになるため、休憩時間には当たらない。
使用者や監督者の指示を待ち、それまでの間仕事をしない待機時間（手待ち時間）についても、使用者や監督者の一定の指揮監督下に置かれていることになるため、やはり休憩時間には当たらない。

## 学校等における休み時間
学校や塾などにおいて休み時間とは、授業と授業の間にある時間である。愛知県などの一部の地域では「放課」という呼び方をする。

### 休み時間の目的
休み時間は、次の授業のための準備時間である。児童・生徒・学生にあっては教科書やノートなどの用具の準備や、教室を移動するための時間となる。また、友人と談笑したり、気持ちのリフレッシュをする時間でもある。休み時間では、授業開始に備えて5分前行動を心掛けたり、早めにトイレへ行くなどしておくことが望ましいとされる。
欧米諸国を中心に、休み時間はほとんどの国で飲食を行う時間でもあり、生徒によっては自宅から持参したり学校で購入した軽食や果物などを取ることが行われる。日本では一般に休み時間でも水以外の飲食物の摂取が認められておらず、世界的には特異な現象であるといえる。
教師・講師にとっては、職員室へ戻ったり、次の授業の準備を行ったりする時間である。また、教科担任制を取る学校等（特に中等教育以降の学校）にあっては、授業中にあった出来事を学級担任へ伝達するなどの連絡や、教材作成、宿題などの提出物の点検、あるいは授業中にあった電話の応対やその他処理すべき事務作業を行うなどの時間ともなる。従って教師・講師にとっては、一般に、休み時間とはいえど休憩・休息をとる時間とはなりにくい。
欧米の大学には、時間を知るのに教会の鐘に頼っていた時代には正時しか知ることができなかったことの名残りで、実際の講義開始が15分遅れる『アカデミック・クォーター』の慣習があり、この間が、移動等に使われる休み時間に当たる。

### 休み時間の種類
休み時間の呼称は設定時刻などで異なる。

#### （一般的な）休み時間
大抵の学校・塾などでは10分であることが多い。次の授業のための準備を行い、必要に応じて用便などを済ませる時間である。

#### 中休み
小学校などの初等教育や中学校などの前期中等教育の学校にあっては、2時間目と3時間目の間に、通常の休み時間以上に長い休み時間を取ることがある。15分から20分程度が多いが、25分、30分のところもある。後期中等教育（高等学校）や高等教育以上では見られない。また、地域により「業間休み」「大休み」「中間休み」「大休憩」「20分休み」「20分放課」「大放課」「長放課」「ロング休み」などと呼ばれることもある。これらの名称は、地域性を持ちながらも、学校ごとに決められる。
「業間体育」ないし「業間体操」と称して、校庭に出ることを求めたり、体育を行う学校もある。

#### 昼休み
一般に昼食（給食）後に設定されている休み時間である。愛知県では「昼放課」と呼ぶ。時間は20～45分程度であることが多い。この時間は、校庭に出て友人などと遊んだり、図書室で読書をしたりする児童・生徒・学生が多く見られる。また、教師に授業の質問を行ったり、学校行事などの準備を行うことに活用される時間であるが、一部の小・中・高等学校では昼食（給食）の時間も昼休み扱いされることがある。昼食後に掃除の小中高等学校だと、当番でない子は長く遊べる。

#### 放課後
（正確には放課後は休み時間ではないが、合わせて記述する）
放課後は、学校の正規の活動が終わった後の時間である。多くの学校では最終下校時刻を定め、その時間までを放課後とすることが多い。たいがいは児童・生徒・学生の帰宅等を考慮し、日没の時間程度（17時～18時30分ごろ）までとするのが一般的であろうが、学校の実態やその日の日程等によっても異なる。放課後は、特に用がなければ児童・生徒・学生は下校となるが、一方で、昼休み以上に、遊んだり、図書室で本を読んだり、教師に授業の質問を行ったり、学校行事などの準備を行うことに活用される時間でもある。また、部活動・サークル活動等は一般に放課後に行われる活動である。
なお、既述の通り「放課」が休み時間の意味で使われる愛知県などでは「放課後」という表現は使われず、「授業後」、「下校後」などと呼んで意味の衝突を避けている。

### 休み時間に起こる問題
児童・生徒・学生にあっては、友人と遊ぶあまり、教室内や廊下を走り回って怪我をすることがある。また、本来授業準備の時間であるにもかかわらず、授業の準備が十分でなかったり、始業のチャイムがなっても教室の自席に着席しなかったりする者もいる。これらの問題に対処するため、大概の学校では、「廊下では走らない」などの休み時間に関する規則が設けられており、教師による巡回の他、児童・生徒・学生の委員会活動による取り組みも行われている。